# Грабовский, Сергей Александрович
Сергей Александрович Грабовский (1897—1929) — участник Белого движения на Юге России, ротмистр 5-го авиационного отряда.

## Биография
Сын чиновника. По воспоминаниям Ивана Солоневича, Грабовский учился вместе с ним в виленской гимназии, где участвовал в сокольском движении и увлекался гимнастикой.
С началом Первой мировой войны — унтер-офицер 2-го лейб-гусарского Павлоградского полка. Произведен в прапорщики Главнокомандующим армиями Северного фронта 24 декабря 1915 года «за отличия в делах против неприятеля» (производство утверждено Высочайшим приказом от 16 июня 1916). Произведен в корнеты 18 августа 1916 года, в поручики — 16 января 1917 года. Затем был летчиком 4-го артиллерийского авиационного отряда.
В Гражданскую войну участвовал в Белом движении на Юге России, в Добровольческой армии и ВСЮР — в 5-м авиационном отряде. В 1919 году был произведен в штабс-ротмистры. В Русской армии — ротмистр 5-го авиационного отряда. Награждён орденом Св. Николая Чудотворца
За то, что в период боев по овладению Перекопской укрепленной позицией красных, он, 26 мая 1920 года, содействуя наступлению конницы генерала Морозова на дер. Владимировка и Строгановка, входя в состав эскадрилии удачным бомбометанием принудил к молчанию две батареи красных, после чего снизившись до 200 метров, метким пулеметным огнем внес полное расстройство в войска противника, затем обеспечил постоянное осведомление старшего начальника о положении на фронте, чем оказал самое существенное содействие успешному завершению операции.
На 18 декабря 1920 года — в 1-й роте авиационного батальона Технического полка в Галлиполи.
В начале 1920-х годов вернулся в СССР, воспользовавшийся амнистией, на 12 октября 1922 года состоял на особом учёте в военкоматах Закавказья. Вскоре переехал в Москву, где окончил курсы преподавателей физкультуры, преподавал в средней школе и в гимнастической группе клуба «Красная Площадь». Проживал по адресу: Арбат, 30. Был арестован 10 марта 1927 года, обвинялся по статьям 58-5, 58-10 УК РСФСР. 23 мая того же года коллегией ОГПУ приговорен к 10 годам ИТЛ и отправлен в Соловецкий лагерь особого назначения. В лагере был инструктором спортстанции. В августе 1929 года был арестован как «член организации вооруженного восстания и массового побега заключенных за границу», виновным себя не признал и показания давать отказался. Другие арестованные показали, что в лагере было несколько групп, готовивших восстание, при этом Грабовский возглавлял группу белогвардейцев. 24 октября 1929 года приговорен к ВМН и расстрелян в ночь с 28 на 29 октября.
Грабовскому посвящена глава в книге Ивана Солоневича «Молодежь и ГПУ. Жизнь и борьба советской молодежи».